# Bogomir
Bogomir ist ein männlicher Vorname südslawischer Herkunft. Andere Formen sind z. B. Bohumír (tschechisch) und Bohuměr (obersorbisch). Der Name ist vor allem in Serbien und Slowenien verbreitet.

## Herkunft und Bedeutung
Der Name besteht aus den serbokroatischen Wörtern bog und mir, er bedeutet somit „Gottesfriede“, „der Gottesfriedliche“ und entspricht somit dem deutschen Vornamen Gottfried.

## Namensträger
- Bogomir Ecker (* 1950), jugoslawisch-deutscher Bildhauer
- Bogomir Korsow (1845–1920), russischer Opernsänger

Zwischenname
- Jože Bogomir Jan (1944–2018), jugoslawischer Eishockeyspieler